# Ferdinand de Rye
 (septembre 2022).
Si vous disposez d'ouvrages ou d'articles de référence ou si vous connaissez des sites web de qualité traitant du thème abordé ici, merci de compléter l'article en donnant les références utiles à sa vérifiabilité et en les liant à la section « Notes et références ».
Ferdinand de Longwy, dit de Rye, né le 1er octobre 1550 au château de Balançon, à Thervay (actuel département du Jura), et mort le 20 août 1636 à Fraisans, est un religieux franc-comtois du XVIe siècle.
Il fut gouverneur du comté de Bourgogne (ou Franche-Comté) de 1630 à 1636. Avec Louis de la Verne, il dirigea la défense de la ville lors du siège de Dole en 1636.

## Biographie

### Origines
Ferdinand de Longwy est le fils de Girard de Rye, chambellan et second sommelier de Charles Quint, seigneur de Balançon, et de Louise de Longwy. Ses oncles, Louis et Philibert de Rye, se succédèrent comme évêques de Genève de 1544 à 1556.

### Carrière ecclésiastique
Après des études à l'université de Dole et un début de carrière militaire, il partit étudier la théologie à Rome. Il y resta jusqu'à sa nomination à la tête de l'archevêché de Besançon en 1586 et ne quitta désormais plus son diocèse. Sa nomination au siège de Besançon  fut imposée par le pape Sixte V au chapitre métropolitain qui y avait élu Antoine de Grammont, Haut doyen du chapitre.
Il travailla à une nouvelle édition du Missel Romain et du bréviaire ainsi que du Rituel du diocèse. Pour relancer la vie religieuse détériorée par la commende et l'abandon de la vie commune dans de nombreuses congrégations, Ferdinand de Rye fit appel à de nouvelles congrégations religieuses dans l'archidiocèse. C'est ainsi que virent le jour quatre collèges et deux missions jésuites, trois collèges de l'Oratoire, quatorze couvents de Capucins, deux de Carmes déchaussés, deux couvents de sœurs de la Visitation, trois d'Ursulines entre autres.
C'est sous son épiscopat qu’eut lieu en 1608 le miracle eucharistique de Faverney  et il dirigea l'enquête qui devait en vérifier la véracité. Dès qu'il prit connaissance des événements, il dépêcha sur place trois enquêteurs qui arrivèrent moins d'une semaine après le miracle pour recueillir les premiers témoignages. Le 10 juillet 1608, il décréta l'authenticité du miracle.
En 1596, il fut nommé Maître des requêtes au Parlement de Dole. Puis, après la mort de Cléradius de Vergy, le roi d'Espagne le nomma gouverneur de la Comté. Il prit ainsi une part active à la résistance comtoise contre l'envahisseur français pendant la guerre de Dix Ans en dirigeant la défense de Dole pendant son siège de quatre-vingts jours par le prince de Condé. Il mourut quelques jours après la levée du siège à Fraisans en chemin vers son château de Vuillafans où il allait se reposer après cette période éprouvante pour un vieillard de 85 ans. Il fut enterré, selon ses vœux, auprès de sa mère, Louise de Longvy à Vuillafans.

### Mort
Ferdinand de Rye meurt le 20 août 1636 à Fraisans, près de Dole.
Son neveu, François de Rye, lui succéda en 1636 comme abbé de Cherlieu et archevêque de Besançon.

## Titres portés par Ferdinand de Rye
Ferdinand de Rye est :
- Prieur de Saint Marcel en 1580
- Prieur d'Arbois en 1584
- Haut doyen du chapitre métropolitain de Besançon
- Abbé de Cherlieu (1599-1636)
- Abbé de Saint-Claude (1589-1636)
- archevêque de Besançon (1586-1636)
- Abbé d'Acey en 1615[réf. nécessaire]